# Indische Luftstreitkräfte
Die indischen Luftstreitkräfte (englisch Indian Air Force, Devanagari भारतीय वायु सेना Bhāratīya Vāyu Senā) sind die Luftstreitkräfte der Republik Indien und die dritte Teilstreitkraft der indischen Streitkräfte. Sie umfassen ca. 149.900 Soldaten.

## Geschichte

### Die Royal Air Force in Britisch-Indien
Die ersten Einsätze der Royal Air Force (RAF) im damaligen Britisch-Indien, die ersten unabhängigen Kampfeinsätze überhaupt in ihrer Geschichte, wurden im Frühjahr 1925 in Wasiristan (heute in Pakistan) beim Aufstand der Mahsud geflogen. Drei Jahre später evakuierte die RAF über 500 Personen aus Kabul.
Am 8. Oktober 1932 wurde schließlich als eine Auxiliary Air Force der RAF die Indian Air Force (IAF) gegründet, die ihren Flugbetrieb mit vier Westland Wapiti IIA zum 1. April 1933 aufnahm. Viereinhalb Jahre später flog die IAF ihre ersten Einsätze, wieder in Wasiristan (von Miranshah aus), diesmal gegen die Bhittani.

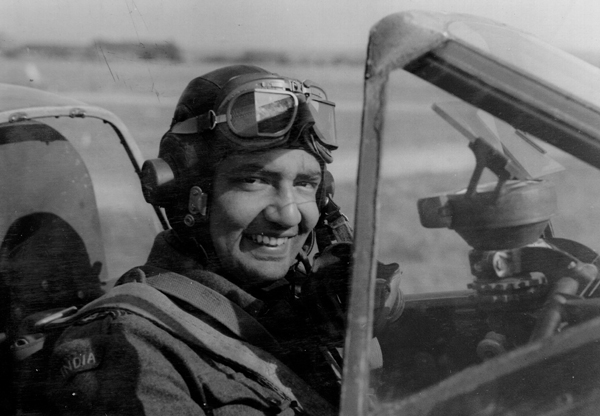
Karun Krishna „Jumbo“ Majumdar, der erste mit dem Distinguished Flying Cross ausgezeichnete Angehörige der IAF

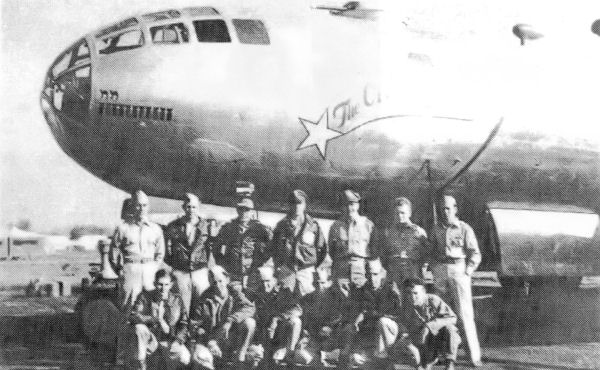
B-29 der USAAF, Kalaikunda AFS

Bei Ausbruch des Zweiten Weltkrieges bestand die IAF aus einer einzigen Staffel, der 1. Squadron, 16 Offizieren und 662 Mannschaftsdienstgraden. Bis zum Ausbruch des Pazifikkrieges Ende 1941 kam es zu einer behutsamen Vergrößerung der IAF. Hierzu zählten sechs von Freiwilligen bemannte Coastal Defence Flights, der Aufbau eines Trainingsprogramms, dessen Ausbilder RAF-Angehörige waren, und die Aufstellung zweier weiterer Staffeln.
Aufgrund der schnellen Eroberung British Malayas und Singapurs durch die japanischen Invasoren wurden die Reste der dort bisher stationierten RAF-Maschinen nach Indien verlegt, wo der Neuaufbau der RAF in Fernost erfolgte. Dem Air Command South-East Asia unterstanden im März 1945 71 Staffeln, die hauptsächlich mit Flugzeugtypen aus amerikanischer Produktion ausgerüstet waren. Auch die IAF trug zu diesem Aufwuchs bei, ihre Einsatzkräfte bestanden Ende 1944 aus acht Hurricane- und einer Spitfire-Staffel; die Coastal Defence Flights waren bereits Ende 1942 wieder aufgelöst worden. Die Einsätze konzentrierten sich auf die Kämpfe in Burma. Die Lufthoheit über Burma wurde 1943 sichergestellt und General Slim, der örtliche Oberbefehlshaber der British Army, konnte sich daher auf stetigen Nachschub aus der Luft verlassen. Ganze Divisionen wurden auf dem burmesischen Kriegsschauplatz von alliierten Transportflugzeugen verlegt, und im Frühjahr 1944 konnte eine 155.000 Mann starke eingekesselte Truppe 80 Tage lang täglich mit 250 Tonnen Nachschub versorgt werden. Aufgrund ihrer erfolgreichen Teilnahme an der Befreiung Burmas wurde der, wie oben erwähnt, ausschließlich aus Jagdstaffeln bestehenden IAF im März 1945 das Präfix Royal verliehen.
Im Jahr 1946 lag eine Staffel der Royal Indian Air Force (RIAF) im besiegten Japan als Teil der British Commonwealth Occupation Force (BCOF). Im gleichen Jahr erfolgte auch die Aufstellung der ersten Lufttransportstaffel. Die Personalstärke hatte sich seit dem Kriegsende auf 14.000 Offiziere und Soldaten reduziert. Die übergangsweise fast vollständig mit Spitfires ausgestatteten Jagdstaffeln begannen die Umrüstung auf die Tempest.

### Die Indian Air Force nach der Unabhängigkeit

IAF Kokarde früher und heute:
1)1933–1942 2)1942–1945
3)1947–1950 4)1950–heute

Im Sommer 1947 erfolgte die Unabhängigkeit Indiens und in deren Folge kam es am 15. August 1947 zur Abspaltung der Royal Pakistan Air Force. Unmittelbar nach der Teilung Indiens flog die RIAF, die eine Anzahl wichtiger nun in Pakistan liegender Flugplätze verloren hatte, erste Einsätze in Jammu und Kaschmir. Parallel zu diesen Einsätzen, ein Waffenstillstand trat am 1. Januar 1949 in Kraft, entstanden die Führungsstrukturen inklusive zentraler Kommandos der unabhängigen RIAF.
Indien wurde im Januar 1950 Republik und das Präfix Royal wurde abgelegt. Die Ausrüstung der Indian Air Force bestand in den folgenden Jahren aber nach wie vor mehrheitlich aus britischen und einigen amerikanischen Flugzeugtypen.
Im Herbst 1953 trafen die ersten französischen Ouragans in Indien ein. Zu diesem Zeitpunkt hatte die IAF eine Stärke wie zum Zeitpunkt der Teilung 1947. Mit diesem Kauf begann Indien mit der Diversifikation der Beschaffung, ein Kennzeichen, das nach wie vor Gültigkeit hat. In den folgenden Jahren kam es zu einer Verdoppelung der fliegenden Staffeln, die mit einer weiteren Modernisierung einherging, so dass 1957 die letzten Kolbenmotor-getriebenen Flugzeuge außer Dienst gestellt wurden.
Der erste UN-Einsatz der IAF erfolgte 1961/1962 auf Bitten der Regierung des gerade unabhängig gewordenen Kongos durch sechs Canberras in der abgefallenen Provinz Katanga. Gleich im Anschluss, Ende 1962, kam es zu einem Grenzkrieg im Himalaya mit China, in dessen Folge die zirka 28.000 Mann starke IAF erneut stark vergrößert wurde und erstmals sowjetische Luftfahrzeugtypen beschafft wurden. Als Zielmarken der IAF waren für den Anfang der 1970er Jahre 100.000 Mann und 45 Einsatzstaffeln geplant. War bis dahin die IAF auf Einsätze an der Westgrenze ausgerichtet, kam es jetzt zu einer zusätzlichen Ausrichtung auf die Nord- und Ostgrenzen. Hierzu kam es zur Einrichtung von zunächst drei regionalen Einsatzführungskommandos.
Im September 1965 kam es zu einem weiteren kurzen Krieg mit Pakistan. Die zahlenmäßig überlegene IAF hat zwar einige Erfolge, insbes. durch die als Abfangjäger verwendeten leichten Gnat, die kurz danach als Einsatzmuster der Red Arrows auch in Westeuropa bekannt wurden, qualitativ war die IAF den pakistanischen Kontrahenten jedoch im Allgemeinen unterlegen. Sechs Jahre später kam es zu einem dritten Krieg mit Pakistan, mit deren Verlauf die Führung der IAF nunmehr zufrieden war.
Nach diesem letzten größeren Konflikt auf dem indischen Subkontinent kam es zur Phase der Konsolidierung. Indien als blockfreies Land beschaffte das Material für seine Luftstreitkräfte weiterhin vorwiegend in der Sowjetunion. Hinzu kamen aber nach wie vor einige Typen aus britischer und französischer sowie auch vereinzelt aus (west-)deutscher Produktion. Dabei kam es auch vermehrt zu Lizenzfertigungen, insbes. bei der Firma HAL.
Ein erneuter bewaffneter Konflikt um Jammu und Kaschmir begann Ende Mai 1999 mit Pakistan. Die Luftangriffe der IAF während des Kargil-Krieges erwiesen sich jedoch als wenig erfolgreich.
20 Jahre nach dem Ende des Ost-West-Konflikts fliegt die IAF zwar noch immer eine Vielzahl älterer Typen aus der Sowjetzeit. Anfang des 21. Jahrhunderts begann jedoch ein umfangreiches Modernisierungsprogramm, bei dem sowohl britische, russische und auch erstmals seit den Anfangsjahren der IAF amerikanische Flugzeugtypen beschafft werden.
Am 7. Mai 2025 fand eine Luftschlacht zwischen mehr als 125 indischen und pakistanischen Kampfflugzeugen statt. Mehrere Flugzeuge wurden aus großer Entfernung abgeschossen. Weder der indische noch der pakistanische Luftraum wurden verletzt, da Langstreckenraketen eingesetzt wurden. US-Quellen sprachen von zwei Abschüssen und aus einer französischen Quelle zitierte CNN den Verlust einer Rafale.
Indien bestätigte Abschüsse eigener Flugzeuge aber nicht in der von Pakistan behaupteten Menge. Alle Piloten seien wohlauf. Die taktischen Fehler seien nur am ersten Tag passiert und sofort korrigiert worden.
Am 9. Mai 2025 wurden mehrere Basen der pakistanischen Luftwaffe unter anderem mit BrahMos-Raketen angegriffen. Auf einer Basis sollen 50 Militärangehörige getötet worden sein. Laut indischen Angaben gelang der Abschuss von sechs pakistanischen Kampfflugzeugen. Von zwei Frühwarnflugzeugen wurde eins sowie ein Transportflugzeug durch Raketenbeschuss am Boden zerstört.

## Organisation
Die indischen Luftstreitkräfte werden vom Marshal of the Indian Air Force befehligt. Ihm steht im Hauptquartier der Luftstreitkräfte, Air HQ, der Chef des Stabes, Chief of the Air Staff, zur Seite. Der Stab gliedert sich in verschiedene Verantwortungsbereiche wie Personal, Wartung, Inspektion und Luftsicherheit sowie Verwaltung.
Die Dislozierung in der Fläche gliedert sich in fünf regionale Einsatzführungskommandos, Air Commands, als oberer Führungsebene:
- Zentrales Luftkommando in Prayagraj,
- Südliches Luftkommando in Thiruvananthapuram,
- Östliches Luftkommando in Shillong,
- Süd-Westliches Luftkommando in Gandhinagar und
- Westliches Luftkommando in Neu-Delhi.

Diesen unterstehen die Militärflugplätze ihrer jeweiligen Region (siehe hierzu weiter unten).
Hinzu kommen zwei überregionale funktionale Kommandos für Wartung, Maintenance, und Ausbildung, Training.

### Kunstflugteams
- Surya Kiran
- Sagar Pawan
- Sarang

## Zukunft
Ursprünglich sollte die IAF um 250 bis 300 neue Tarnkappenkampfflugzeuge vom Typ Suchoi/HAL FGFA erweitert werden und 126 neue Mehrzweckkampfflugzeuge die veralteten MiG-21 ersetzen. Aus dem FGFA-Programm stieg Indien 2018 aus. Im September 2021 bestellte Indien 56 CASA C-295 als Ersatz für die veralteten Avro 748. Das erste Exemplar der C-295 wurde im September 2023 der Luftstreitkräfte übergeben. 16 Flugzeuge werden in Europa gefertigt, die anderen 40 als Lizenzfertigung in Indien. Anfang 2023 wurden 70 HAL HTT-40 als Basistrainer für die Luftstreitkräfte bestellt. Die Auslieferung beginnt 2025 und schließt 2029 ab. Schon seit 2010 wird der HAL Light Combat Helicopter von Indien entwickelt und getestet, nachdem die Auslieferung allerdings langsam vorangeht, möchte die Regierung Tempo in die Sache bringen und bestellt voraussichtlich noch weitere Hubschrauber von diesem Typ.

## Ausrüstung

### Aktive Luftfahrzeuge
Die indische Luftwaffe verfügt über folgende Flotte (Stand Ende 2023):
| Flugzeug                       | Foto           | Herkunft                          | Verwendung                 | Version              | Aktiv          | Bestellt       | Anmerkungen                                              |
| Kampfflugzeuge                 | Kampfflugzeuge | Kampfflugzeuge                    | Kampfflugzeuge             | Kampfflugzeuge       | Kampfflugzeuge | Kampfflugzeuge | Kampfflugzeuge                                           |
| ------------------------------ | -------------- | --------------------------------- | -------------------------- | -------------------- | -------------- | -------------- | -------------------------------------------------------- |
| SEPECAT Jaguar                 |                | Vereinigtes Königreich Frankreich | Jagdbomber                 | Jaguar MJaguar S     | 130            |                |                                                          |
| MiG-21                         |                | Sowjetunion                       | Abfangjäger                |                      | 127            |                |                                                          |
| MiG-29                         |                | Sowjetunion                       | Mehrzweckkampfflugzeug     |                      | 65             |                |                                                          |
| Dassault Mirage 2000           |                | Frankreich                        | Mehrzweckkampfflugzeug     | 2000H2000I           | 44             |                |                                                          |
| Dassault Rafale                |                | Frankreich                        | Mehrzweckkampfflugzeug     | Rafale DHRafale EH   | 36             |                | Die Rafale gewann die Auswahl gegen den Eurofighter.     |
| Suchoi Su-30                   |                | Sowjetunion                       | Mehrzweckkampfflugzeug     |                      | 266            |                | 12 weitere geplant.                                      |
| HAL Tejas                      |                | Indien                            | Mehrzweckkampfflugzeug     |                      | 32             | 83             | 97 weitere geplant.                                      |
| Flugzeuge für Spezialmissionen |                |                                   |                            |                      |                |                |                                                          |
| Boeing 707                     |                | Vereinigte Staaten                | Aufklärungsflugzeug        |                      | 1              |                |                                                          |
| Boeing 737                     |                | Vereinigte Staaten                | Aufklärungsflugzeug        |                      | 2              |                |                                                          |
| Embraer ERJ-145                |                | Brasilien                         | AWACS                      |                      | 3              |                |                                                          |
| IAI 1125 Astra                 |                | Israel                            | Aufklärungsflugzeug        |                      | 2              |                |                                                          |
| Bombardier Global              |                | Kanada                            | Elektronische Aufklärung   | Global 5000          | 2              |                |                                                          |
| Gulfstream III                 |                | Vereinigte Staaten                | Elektronische Kampfführung |                      | 3              |                |                                                          |
| Berijew A-50 Schmel            |                | Sowjetunion                       | AWACS                      | A50E                 | 3              | 2              |                                                          |
| Tankflugzeuge                  |                |                                   |                            |                      |                |                |                                                          |
| Iljuschin Il-76                |                | Sowjetunion                       | Tankflugzeug               | Il-78                | 6              |                | Zusätzliche Tankkapazität wird u. a. von Metrea geleast. |
| Transportflugzeuge             |                |                                   |                            |                      |                |                |                                                          |
| Antonow An-32                  |                | Sowjetunion                       | Transportflugzeug          |                      | 103            |                |                                                          |
| C-130 Hercules                 |                | Vereinigte Staaten                | Transportflugzeug          | C-130J               | 12             |                |                                                          |
| C-17 Globemaster III           |                | Vereinigte Staaten                | Transportflugzeug          |                      | 11             |                |                                                          |
| CASA C-295                     |                | Spanien Indien                    | Transportflugzeug          |                      | 2              | 54             |                                                          |
| Iljuschin Il-76                |                | Sowjetunion                       | Transportflugzeug          |                      | 17             |                |                                                          |
| Dornier 228                    |                | Deutschland                       | Transportflugzeug          |                      | 58             |                |                                                          |
| Hawker-Siddeley HS 748         |                | Vereinigtes Königreich            | Transportflugzeug          |                      | 58             |                |                                                          |
| Airbus A321                    |                | Europäische Union                 | Transportflugzeug          |                      | 6              |                |                                                          |
| Geschäftsreiseflugzeuge        |                |                                   |                            |                      |                |                |                                                          |
| Boeing 777                     |                | Vereinigte Staaten                | Geschäftsreiseflugzeug     | B-777-300ER          | 2              |                | [ 18 ]                                                   |
| Boeing 737                     |                | Vereinigte Staaten                | Geschäftsreiseflugzeug     | B-737B-737BBJ        | 43             |                |                                                          |
| Avro 748                       |                | Vereinigtes Königreich Indien     | Geschäftsreiseflugzeug     |                      | 56             |                |                                                          |
| Schulflugzeuge                 |                |                                   |                            |                      |                |                |                                                          |
| BAE Hawk                       |                | Vereinigtes Königreich            | Schulflugzeug              | Hawk 132             | 102            |                |                                                          |
| HAL HTT-40                     |                | Indien                            | Schulflugzeug              |                      |                | 70             | Sollen bis 2029 geliefert werden.                        |
| SEPECAT Jaguar                 |                | Vereinigtes Königreich Frankreich | Schulflugzeug              | Jaguar T             | 30             |                |                                                          |
| HAL Kiran                      |                | Indien                            | Schulflugzeug              |                      | 77             |                |                                                          |
| Dassault Mirage 2000           |                | Frankreich                        | Schulflugzeug              | 2000 TH2000 TI       | 11             |                |                                                          |
| Mikojan-Gurewitsch MiG-29      |                | Sowjetunion                       | Schulflugzeug              |                      | 10             |                |                                                          |
| Pilatus PC-7                   |                | Schweiz                           | Schulflugzeug              | Mk II                | 75             |                |                                                          |
| HAL Tejas                      |                | Indien                            | Schulflugzeug              |                      |                | 8              |                                                          |
| Hubschrauber                   |                |                                   |                            |                      |                |                |                                                          |
| AH-64 Apache                   |                | Vereinigte Staaten                | Kampfhubschrauber          | AH-64E               | 22             |                |                                                          |
| CH-47 Chinook                  |                | Vereinigte Staaten                | Transporthubschrauber      | CH-47 F              | 15             |                |                                                          |
| HAL Dhruv                      |                | Indien                            | Mehrzweckhubschrauber      | Dhruv ALHDhruv Rudra | 111            |                |                                                          |
| HAL Light Combat Helicopter    |                | Indien                            | Kampfhubschrauber          |                      | 5              | 60             |                                                          |
| Mil Mi-8                       |                | Sowjetunion                       | Mehrzweckhubschrauber      | Mi-17                | 222            |                |                                                          |
| Mil Mi-24                      |                | Sowjetunion                       | Kampfhubschrauber          | Mi-24Mi-25Mi-35      | 15             |                |                                                          |
| SA-315 Lama                    |                | Frankreich                        | Mehrzweckhubschrauber      |                      | 18             |                |                                                          |
| SA.319 Alouette III            |                | Frankreich                        | Mehrzweckhubschrauber      | SA-316SA-319         | 77             |                |                                                          |
| Unbemannte Luftfahrzeuge       |                |                                   |                            |                      |                |                |                                                          |
| IAI Harop                      |                | Israel                            | Loitering Weapon           |                      | ?              |                | [ 20 ]                                                   |
| IAI Heron                      |                | Israel                            | Aufklärungsdrohne          |                      | 68             |                | [ 21 ]                                                   |
| IAI Searcher                   |                | Israel                            | Aufklärungsdrohne          |                      | 108            |                | [ 21 ]                                                   |
| DRDO Lakshya                   |                | Indien                            | Zieldarstellungsdrohne     |                      | 39             |                | [ 22 ]                                                   |

### Ehemalige Luftfahrzeuge
- Dassault Mystère IV
- De Havilland DH.82 Tiger Moth
- Douglas DC-3[23]
- Mikojan-Gurewitsch MiG-23
- Mikojan-Gurewitsch MiG-27M (2019 außer Dienst[24])
- Mil Mi-26

### Waffensysteme

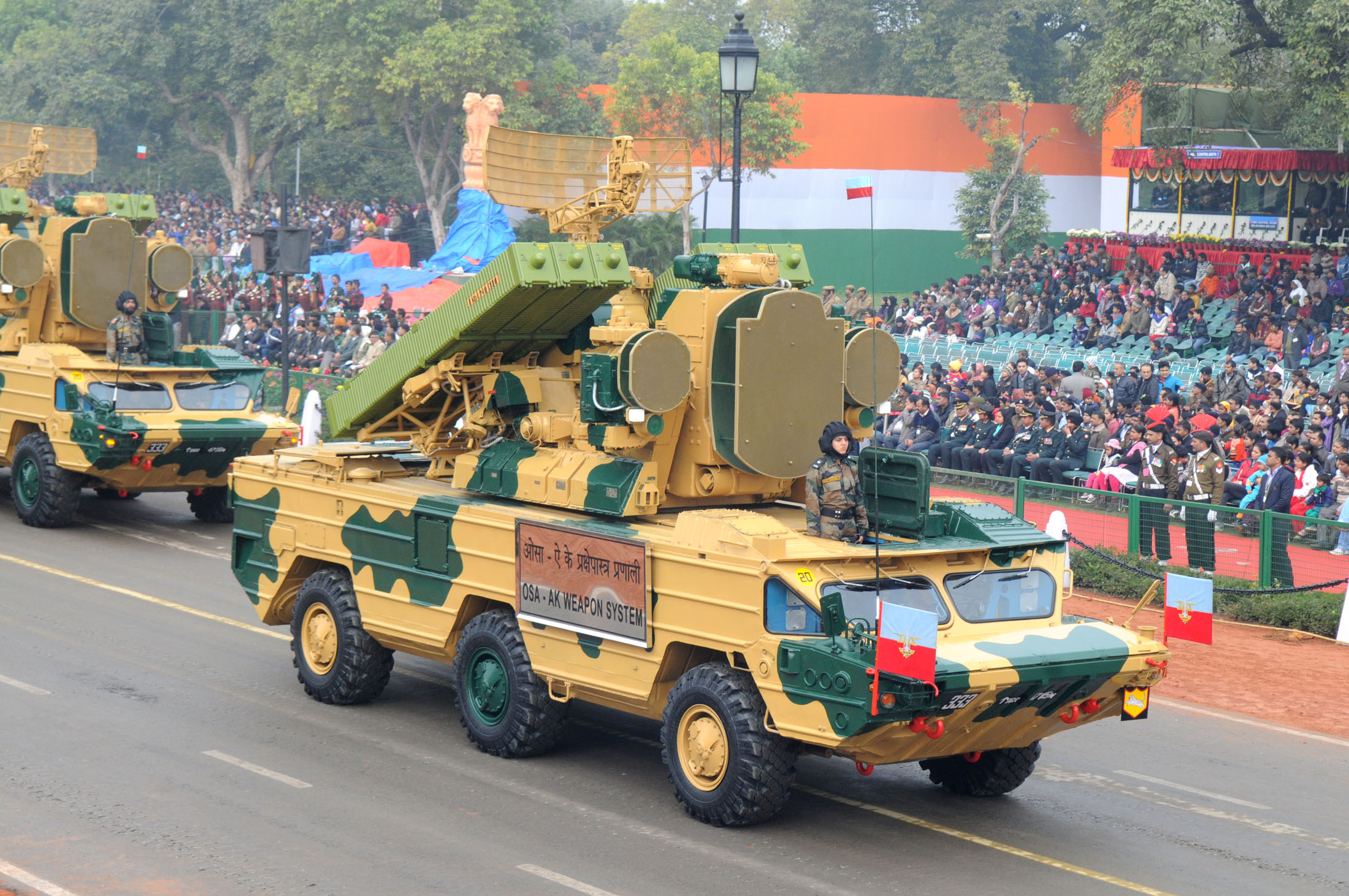
Flugabwehrsystem Osa

Flugabwehrsysteme:
- 16× S-400 Triumf ()/()
- ca. 64× Akash ()
- 8× Barak-8 ( / )
- S-125M Peschora-M ()
- SPYDER ()
- 9K33M3 Osa-AKM ()
- 9K38 Igla ()

Luft-Luft-Raketen:
- Wympel R-27 ()
- Wympel R-60 ()
- Wympel R-73 ()
- Wympel R-77 ()
- R.550 Magic ()
- MICA ()
- Super 530D ()

Luft-Boden-Raketen:
- AGM-114 L/R Hellfire ()
- AGM-176 Griffin ()
- Ch-25 ()
- Ch-29 ()
- Ch-31P ()
- Ch-59 ()
- Ch-59M ()
- AS.30 ()

Seezielflugkörper:
- Harpoon ()
- Exocet ()
- Ch-31A ()

Präzisionsgelenkte Munition:
- AGM-142 ()
- AASM ()
- KAB-500L/KR ()

Marschflugkörper:
- Storm Shadow (/ )
- Nirbhay ()

Bomben:
- Spice ()
- Paveway II ()

## Stützpunkte
Die Militärflugplätze, Air Force Stations (AFS), unterstehen den fünf regionalen Einsatzführungskommandos. Die IAF betreibt über 60 Plätze, wobei das Western (zwischen Punjab und Uttar Pradesh) und das Eastern Air Command (im Osten und Nordosten) mit jeweils weit über einem Dutzend die beiden größten Kommandos sind. Das South Western Air Command (gegenüber Pakistan in Gujarat, Maharashtra und Rajasthan) betreibt zirka ein Dutzend AFS. Es folgen das Southern Air Command (u. a. zwei Basen auf den Andamanen und Nikobaren) und als kleinstes das Central Air Command (in Madhya Pradesh und benachbarten Regionen). Die Hälfte der Basen sollen in den nächsten Jahren im Rahmen des 2009 begonnenen Modernisation of Air Field Infrastructure (MAFI) Programms aufgewertet werden. Im Folgenden sind lediglich einige der wichtigeren Stützpunkte aufgeführt, eine komplettere Auflistung siehe innerhalb der Liste der Flughäfen in Indien.
- Western Air Command

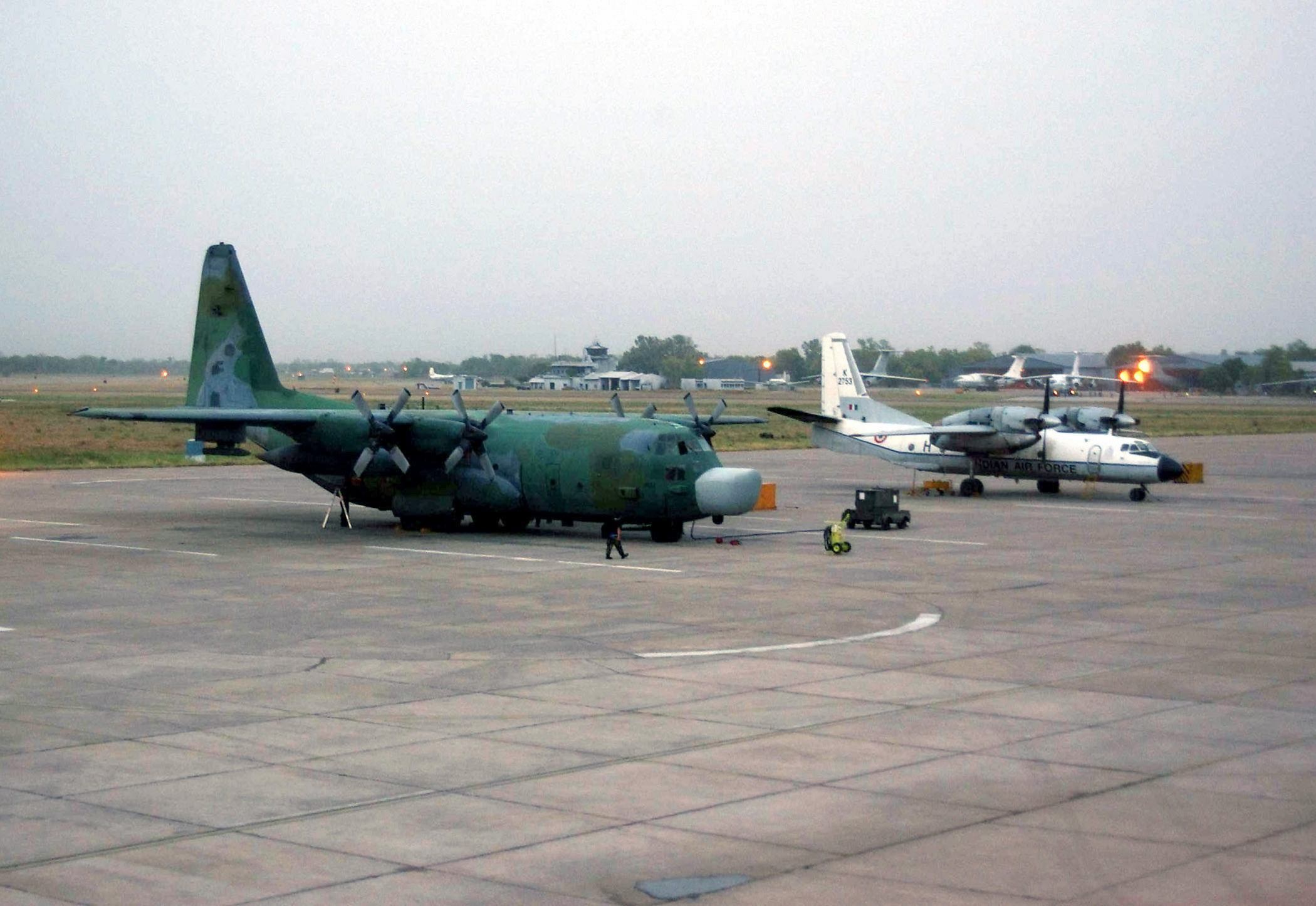
Agra Air Force Station

  - Ambala AFS, Amabala, Haryana, Kampfflugzeugbasis mit Jaguar und zukünftig erste Rafale-Basis (5.,14. und 17. Squadron)
  - Bathinda AFS, Bathinda, Punjab, ERJ-145 (200. Squadron, die erste im Rahmen des MAFI-Programms bis 2012 modernisierte Basis)
  - Halwara AFS, Halwara, Punjab, Kampfflugzeugbasis mit Su-30 (220. und 221. Squadron)
  - Hindon AFS, Ghaziabad, Uttar Pradesh, Kampfflugzeugbasis in der Nähe der Hauptstadt mit C-130J der Spezialeinheiten (77. Squadron), C-17A (81. Squadron) und einige kleinere Einheiten – die erste Station, die modernisiert wurde
  - Pathankot AFS, Pathankot, gemischter Stützpunkt mit MiG-21 (26.), AH-64E (125. Squadron)
- Eastern Air Command
  - Barrackpore AFS, Barrackpore, Westbengalen, Transportfliegerbasis mit Mi-17
  - Chabua AFS, Chabua, Assam, Kampfflugzeugbasis mit Su-30 (102. Squadron) und die Hawk-Umschuleinheit, wird modernisiert
  - Hasimara AFS, Alipurduar, Westbengalen, Kampfflugzeugbasis, wird modernisiert, ab 2020 zweite Rafale-Basis[25] (22. und 222. Squadron)
  - Kalaikunda AFS, Kharagpur, Westbengalen, Kampfflugzeugbasis
  - Arjan Singh (frühere Panagarh) AFS, Panagarh, Westbengalen, u. a. C-130J (87. Squadron[26]) und ggf. auch A330-200 MRTT
  - Tezpur AFS, Tezpur, Assam, Kampfflugzeugbasis mit Su-30 (2. und 106. Squadron) und einigen Helikoptern, wird modernisiert
- Central Air Command
  - Agra AFS, Agra, Uttar Pradesh, wichtige Transportfliegerbasis, An-32 (12.), An-50 (50.) und Il-78 (78. Squadron) in Transport- und Frühwarnversion
  - Bareilly AFS, Bareli, Uttar Pradesh, Kampfflugzeugbasis mit Su-30 (8. und 24. Squadron) sowie einigen Helikoptern
  - Maharajpur AFS, Gwalior, Madhya Pradesh, Kampfflugzeugbasis mit Mirage 2000 (1., 7. und 9. Squadron) sowie einem Testzentrum
- South Western Air Command
  - Lohegaon AFS, Pune, Maharashtra, Kampfflugzeugbasis mit Su-30 (20. und 30. Squadron)
  - Jodhpur AFS, Jodhpur, Rajasthan, Kampfflugzeugbasis mit MiG-21 (32. Squadron), Su-30 (31. Squadron) und Helikoptern
- Southern Air Command
  - Thanjavur AFS, Thanjavur, Tamil Nadu, neue große Basis, die am 27. Mai 2013 eröffnet wurde
- Training Command
  - Air Force Academy, Dundigul, Hyderabad
  - Bidar AFS, Karnataka, Schulungsbasis für Kampfflieger mit Hawk
  - Yelahanka AFS, Yelahanka, Karnataka, Schulungsbasis für Transportflieger mit An-32

## Zwischenfälle
In Auszügen werden hier Unfälle von Flugzeugen der indischen Luftstreitkräfte aufgeführt.
- Am 31. Oktober 1947 verschwand eine Douglas DC-3/C-47A-20-DK der Royal Indian Air Force (Luftfahrzeugkennzeichen IAF MA965) auf einem Flug von Ambala nach Srinagar, wohin sie Truppen zur Bekämpfung pakistanischer Milizen bringen sollte. Das Wrack wurde erst im Juni 1980 in der Bergkette Pir Panjal (Indien) gefunden, 33 Jahre nach dem Unfall, der sich gut 40 Kilometer südwestlich des Zielflughafens Srinagar ereignet hatte. Alle 25 Insassen, drei Besatzungsmitglieder und 22 Passagiere, waren ums Leben gekommen.[27]

- Am 27. April 1975 wurde eine Hindustan Aeronautics HAL 748 der Indischen Luftstreitkräfte (IAF H-1520) bei einem Flugunfall in Yallahanpur irreparabel beschädigt. Nähere Einzelheiten sind nicht bekannt.[28]

- Am 5. November 1977 wurde eine Tupolew Tu-124K der Indischen Luftstreitkräfte (IAF V643) im Anflug auf den Flughafen Jorhat (Indien) in den Boden geflogen. Die Maschine hatte auch den indischen Premierminister Morarji Desai an Bord. Der erste Landeanflug wurde abgebrochen, weil das Flugzeug nicht korrekt auf die Landebahn ausgerichtet war. Beim zweiten Landeversuch wurde das Flugzeug zu tief angeflogen und berührte Bäume. Es stürzte daraufhin in einem Reisfeld ab. Von den zwanzig Insassen kamen 5 ums Leben.[29]

- Am 7. Juni 1979 zerschellte eine Hindustan Aeronautics HAL 748 der Indischen Luftstreitkräfte (IAF H-2178) in der Nähe des Karmwal Passes an einem Berg. Alle 28 Insassen kamen dabei ums Leben.[30]

- Am 23. Februar 1980 verunglückte eine Fairchild C-119G der Indischen Luftstreitkräfte (Kennzeichen unbekannt) beim Start auf dem Flughafen Agra (Indien). Bei dem Versuch, zu früh hochzuziehen, um einem Radfahrer auf der Startbahn auszuweichen, kam es zum Strömungsabriss. Die Maschine stürzte über die rechte Tragfläche ab und explodierte. Alle 46 Insassen kamen ums Leben.[31]

- Am 25. März 1991 stieg eine Hindustan Aeronautics HAL 748 der Indischen Luftstreitkräfte (IAF H-1513) beim Start von der Luftwaffenbasis Yelahanka kaum und erreichte nur eine Höhe von 50 Metern. Sie kollidierte mit einer Steinmauer, stürzte ab und fing Feuer. Alle 28 Insassen, 3 Besatzungsmitglieder und 25 Passagiere, kamen ums Leben.[32]

- Am 24. Dezember 1996 stürzte eine Hindustan Aeronautics HAL 748 der Indischen Luftstreitkräfte (IAF H-1032) bei Dubagunta (Indien) ab. Zunächst war der linke Motor abgebrochen und dann die linke Tragfläche. Alle 22 Insassen, 4 Besatzungsmitglieder und 18 Passagiere, kamen ums Leben.[33]